# Sauteria japonica
Sauteria japonica là một loài rêu trong họ Cleveaceae. Loài này được Shimizu & S. Hatt. S. Hatt. mô tả khoa học đầu tiên năm 1954.